# Vera Santos

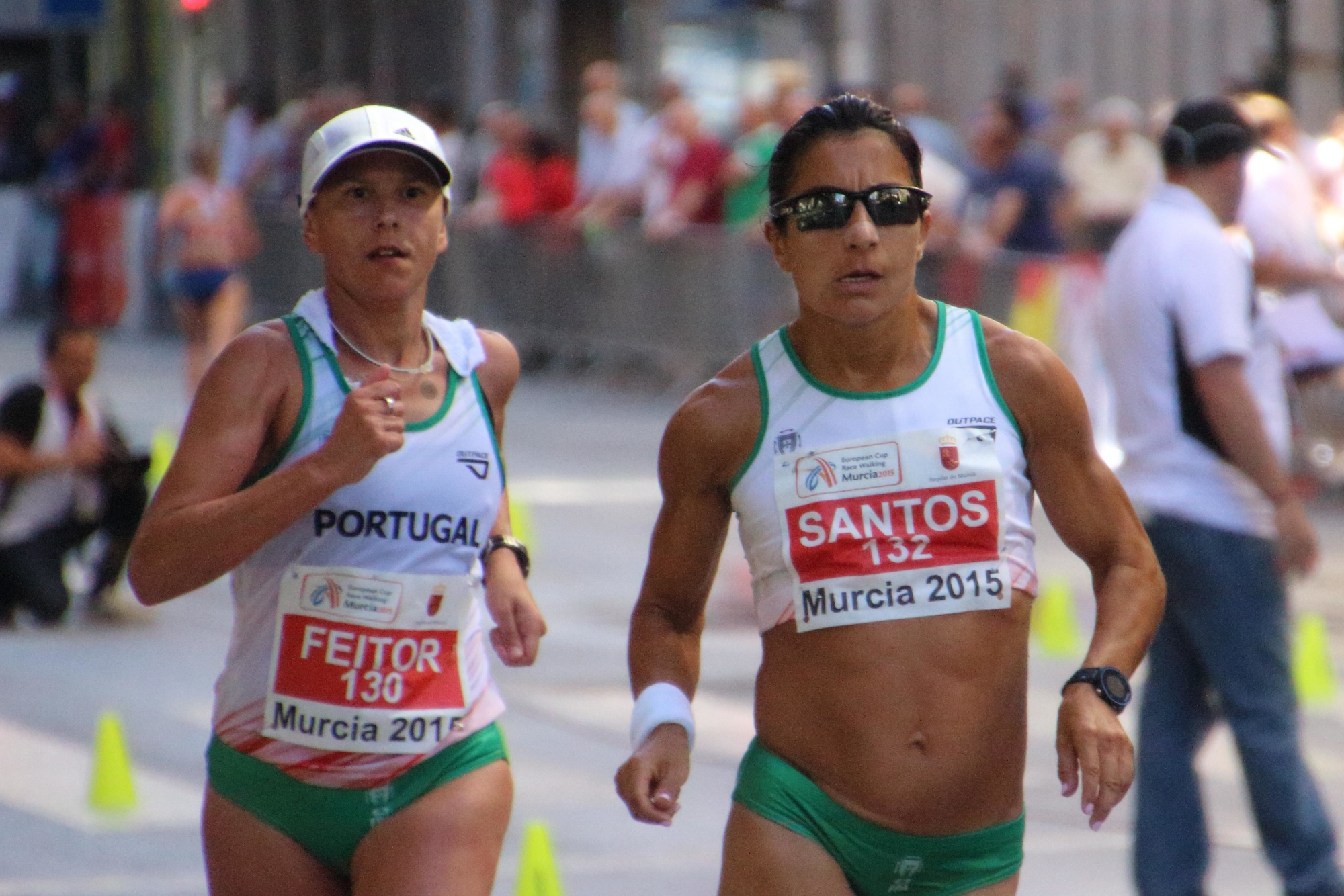
Susana Feitor (links) und Vera Santos 2015

Vera Santos (* 3. Dezember 1981 in Santarém) ist eine portugiesische Leichtathletin, die 2009 den fünften Platz bei den Weltmeisterschaften im 20-km-Gehen erreichte.
Vera Santos belegte 2003 den zweiten Platz bei den U23-Europameisterschaften hinter der Griechin Athanasia Tsoumeleka und vor der deutschen Sabine Zimmer. Bei den Weltmeisterschaften 2003 erreichte Santos den 15. Platz, die gleiche Platzierung gelang ihr zwei Jahre später bei den Weltmeisterschaften 2005. Bei der Universiade 2005 belegte Santos den zweiten Platz hinter der Chinesin Jiang Qiuyan. Nachdem Vera Santos 2002 bei den Europameisterschaften 2002 Platz 17 belegt hatte, erreichte sie vier Jahre später bei den Europameisterschaften 2006 den achten Platz. Mit einem elften Platz bei den Weltmeisterschaften 2007 und einem neunten Platz bei den Olympischen Spielen 2008 gelangen Santos weitere achtbare Leistungen. Ihre bislang beste Platzierung erreichte sie bei den Weltmeisterschaften 2009 mit dem fünften Platz.
Ihre persönliche Bestleistung über 20 Kilometer liegt bei 1:28:14 Stunden, aufgestellt bei den Olympischen Spielen 2008 in Peking. Bei einer Körpergröße von 1,64 Meter beträgt ihr Wettkampfgewicht 57 Kilogramm.